# Chatonrupt-Sommermont
Chatonrupt-Sommermont és un municipi francès situat al departament de l'Alt Marne i a la regió del Gran Est. L'any 2007 tenia 308 habitants.

## Demografia

### Població
El 2007 la població de fet de Chatonrupt-Sommermont era de 308 persones. Hi havia 120 famílies de les quals 30 eren unipersonals (19 homes vivint sols i 11 dones vivint soles), 30 parelles sense fills, 56 parelles amb fills i 4 famílies monoparentals amb fills.
La població ha evolucionat segons el següent gràfic:
Habitants censats

### Habitatges
El 2007 hi havia 153 habitatges, 121 eren l'habitatge principal de la família, 13 eren segones residències i 18 estaven desocupats. 141 eren cases i 12 eren apartaments. Dels 121 habitatges principals, 98 estaven ocupats pels seus propietaris, 21 estaven llogats i ocupats pels llogaters i 3 estaven cedits a títol gratuït; 1 tenia una cambra, 4 en tenien dues, 10 en tenien tres, 37 en tenien quatre i 70 en tenien cinc o més. 90 habitatges disposaven pel capbaix d'una plaça de pàrquing. A 42 habitatges hi havia un automòbil i a 61 n'hi havia dos o més.

### Piràmide de població
La piràmide de població per edats i sexe el 2009 era:
| Homes | Edats   | Dones |
| ----- | ------- | ----- |
| 0     | 95 o +  | 0     |
| 0     | 90 a 94 | 0     |
| 0     | 85 a 89 | 4     |
| 0     | 80 a 84 | 0     |
| 8     | 75 a 79 | 0     |
| 8     | 70 a 74 | 12    |
| 16    | 65 a 69 | 20    |
| 0     | 60 a 64 | 12    |
| 8     | 55 a 59 | 0     |
| 0     | 50 a 54 | 8     |
| 8     | 45 a 49 | 12    |
| 20    | 40 a 44 | 12    |
| 16    | 35 a 39 | 12    |
| 12    | 30 a 34 | 12    |
| 8     | 25 a 29 | 12    |
| 12    | 20 a 24 | 8     |
| 16    | 15 a 19 | 8     |
| 16    | 10 a 14 | 16    |
| 16    | 5 a 9   | 8     |
| 4     | 0 a 4   | 0     |

## Economia
El 2007 la població en edat de treballar era de 195 persones, 137 eren actives i 58 eren inactives. De les 137 persones actives 118 estaven ocupades (67 homes i 51 dones) i 19 estaven aturades (11 homes i 8 dones). De les 58 persones inactives 22 estaven jubilades, 12 estaven estudiant i 24 estaven classificades com a «altres inactius».

### Ingressos
El 2009 a Chatonrupt-Sommermont hi havia 128 unitats fiscals que integraven 317 persones, la mediana anual d'ingressos fiscals per persona era de 16.593 €.

### Activitats econòmiques
Dels 12 establiments que hi havia el 2007, 2 eren d'empreses extractives, 4 d'empreses de construcció, 2 d'empreses de comerç i reparació d'automòbils, 3 d'empreses de transport i 1 d'una empresa classificada com a «altres activitats de serveis».
Dels 3 establiments de servei als particulars que hi havia el 2009, 1 era un paleta, 1 guixaire pintor i 1 electricista.
L'any 2000 a Chatonrupt-Sommermont hi havia 10 explotacions agrícoles que ocupaven un total de 644 hectàrees.

## Poblacions més properes
El següent diagrama mostra les poblacions més properes.